# Girls (группа)
Girls (с англ. — «Девушки») — американская инди-рок-группа, образованная в Сан-Франциско в 2007 году. В состав группы входили два ключевых участника: Кристофер Оуэнс, автор песен и вокалист, и Чет «JR» Уайт, игравший на бас-гитаре и продюсировавший альбом.
Дебютный полноформатный альбом Girls, выпущенный в 2009 году, получил признание критиков. Следующий альбом 2011 года, Father, Son, Holy Ghost, также был хорошо принят. 2 июля 2012 года Оуэнс объявил, что покидает группу и продолжит записываться сольно.

## Характеристики
Стиль
На Girls сильно повлияла музыка 1950-х, 1960-х и 1970-х годов, их звучание описывалось как лоу-фай, сёрф-рок, рок-н-ролл, психоделический рок, поп-рок, кантри-рок и гаражный рок. Что касается первого альбома группы Album, критики выделили The Beach Boys, Элвиса Костелло, Бадди Холли, Spiritualized, Galaxie 500, Felt и Ариэля Пинка в качестве возможных источников вдохновения. Второй альбом группы, Father, Son, Holy Ghost, сохранил большую часть серф-рокового звучания первого альбома, но также показал, что их звучание расширилось до метала и госпела. Оуэнс назвал Suede одним из своих главных источников вдохновения, а его вокальный стиль сравнивали с вокальным стилем Бретта Андерсона.

## Дискография
- Album (September 22, 2009), True Panther Sounds – No. 136 Billboard 200,[10] No. 3 Billboard Top Heatseekers Albums[11]
- Broken Dreams Club (EP) (November 22, 2010), True Panther Sounds[12]
- Father, Son, Holy Ghost (September 13, 2011) – No. 37 Billboard 200,[13] No. 119 UK Albums Chart[14]